# 14250 Kathleenmartin
14250 Kathleenmartin este un asteroid din centura principală de asteroizi.

## Descriere
14250 Kathleenmartin este un asteroid din centura principală de asteroizi. A fost descoperit pe 4 ianuarie 2000 la Socorro, New Mexico, în cadrul proiectului LINEAR. Asteroidul prezintă o orbită caracterizată de o semiaxă mare de 2,27 ua, o excentricitate de 0,17 și o înclinație de 5,3° în raport cu ecliptica.